# Comment tuer le chien de son voisin
Pour plus de détails, voir Fiche technique et Distribution.
Comment tuer le chien de son voisin est une comédie dramatique américaine sortie le 16 septembre 2000 aux États-Unis, écrite et dirigée par Michael Kalesniko et produite par Michael Nozik, Nancy M. Ruff et Brad Weston. Le film est sorti dans les salles françaises le 5 mars 2003. Sa durée est de 107 minutes

## Synopsis
Peter McGowan (Kenneth Branagh) est un dramaturge impuissant et insomniaque qui vit avec sa femme Melanie (Robin Wright Penn) à Los Angeles. Après un début de carrière couronnée de succès, Peter voit s'enchaîner les échecs depuis quelques années. Sa dernière pièce est dans les mains de Brian Sellars (David Krumholtz), un metteur en scène efféminé qui est obsédé par Petula Clark, la célèbre chanteuse anglaise des années 1960. Melanie est déterminée à avoir un bébé au grand dam de Peter, qui cherche du réconfort avec la jeune fille légèrement handicapée du voisin (Sosie Hofrichter) et durant une de ses balades au beau milieu de la nuit, Peter rencontre son sosie (Jared Harris), un tantinet excentrique qui prétend être lui, et finit par développer une sorte d'amitié avec lui.

## Fiche technique
- Réalisation : Michael Kalesniko
- Scénario : Michael Kalesniko
- Décors : Stephen J. Lineweaver
- Costumes : Mary Claire Hannan
- Photo : Hubert Taczanowski
- Montage : Pamela Martin
- Production : Michael Nozik, Nancy M. Ruff et Brad Weston
- Pays :  Allemagne -  États-Unis
- Langue : anglais
- Dates de sortie : 
  -  Belgique : janvier 2001 (Festival international du film de Bruxelles)
  -  États-Unis : 21 avril 2001 (Festival de New York); 22 février 2002 (limité)
  -  France : juin 2001 (Festival d'Avignon Film Festival); 5 mars 2003 (national)
  -  Allemagne : 4 juillet 2001 (Festival de Munich)

## Distribution
- Kenneth Branagh : Peter McGowen
- Robin Wright Penn : Melanie McGowen
- Suzi Hofrichter : Amy Walsh
- Lynn Redgrave : Edna
- Jared Harris : Le faux Peter
- Peter Riegert : Larry
- David Krumholtz : Brian Sellars
- Johnathon Schaech : Adam
- Kaitlin Hopkins : Victoria
- Suzy Joachim : Allana
- Brett Rickaby : Janitor
- Lucinda Jenney : Trina Walsh
- Derek Kellock : le père d'Amy
- Stacy Hogue : la babysitter
- Peri Gilpin : Debra Salhany
- Daniel Stern : L'invité de la soirée costumée

## Musique
Deux morceaux de Petula Clark se retrouve dans le générique de début et de fin: il s'agit de I Couldn't Live Without Your Love et A Groovy Kind of Love. Downtown 99, une version du classique Downtown remixée façon disco est entendue lors d'une scène de fête. D'autres chansons de Petula Clark apparaissent dans le film et sont chantées par Brian Sellars.

## Critiques
Pierre Murat de Télérama déplore que « la gentillesse plombe le film, malgré les efforts désespérés de Kenneth Branagh et Robin Wright Penn pour maintenir un soupçon de férocité » alors que Isabelle Regnier du Monde regrette que « sous un titre accrocheur, (le film) est une satire bien-pensante, peu drôle et convenue ».

## Sources
- (en) Cet article est partiellement ou en totalité issu de l’article de Wikipédia en anglais intitulé « How to Kill Your Neighbor's Dog » (voir la liste des auteurs).

1. ↑  http://www.fan-de-cinema.com/critiques/comment-tuer-le-chien-de-son-voisin.html